# Idagebergte
Het Idagebergte (Grieks: Ἴδη, Idè) is een gebergte in het centrale deel van het eiland Kreta, gelegen ten zuidwesten van de hoofdstad Iraklion. Het gebergte wordt ook wel aangeduid als Psiloritis, naar de hoogste top ervan, de Ida Psiloritis (2456 m), die tevens de hoogste top van het eiland Kreta is. Er zijn in het Idagebergte nog vier andere toppen, die elk een hoogte hebben van boven de 2200 meter, namelijk de Agathias (2424 m), de Stolistra (2325 m), de Voulomenou (2267 m) en de Koussakas (2209 m). Naast het Idagebergte telt Kreta nog andere gebergten: de Lefka Ori in het westen, het Diktigebergte en Thryptigebergte in het Oosten en het Asterousiagebergte die de scheiding vormt tussen de Messaravlakte en de Libische Zee. De toppen van het Idagebergte zijn tot ver in het voorjaar (niet zelden nog in juni) bedekt met sneeuw.

## Flora
De naam van het gebergte - het oorspronkelijk Dorische Ἴδη betekent 'woud' - illustreert dat het gebergte aanvankelijk dichtbebost was en zo wordt in bronnen uit de oudheid ook over het gebergte gesproken. Als gevolg van houtkap en overbegrazing is hiervan echter nog slechts een klein deel overgebleven op de zuidflank van het Idagebergte. Tegenwoordig wordt het Idagebergte vooral gekenmerkt door rotsen met lage begroeiing.

## Griekse mythologie
Het Idagebergte op Kreta speelt een rol in verschillende verhalen uit de Griekse mythologie. In de eerste plaats zou het gebergte (specifiek de grot Idaion Antron) de geboorteplaats zijn van de Griekse god Zeus. Zijn moeder Rheia hield hem hier verborgen voor zijn vader Kronos, die al zijn eerder geboren kinderen had verzwolgen. Zeus werd in het Idagebergte opgevoed door nimfen. Toen Zeus volwassen was geworden, versloeg hij Kronos. Zeus dwong hem zijn eerder verzwolgen kinderen uit te spuwen, onttroonde hem en werd de oppergod van het Griekse pantheon.
Volgens een ander verhaal werd Paris, over wie zijn moeder na zijn geboorte onheilspellende dromen kreeg, in het dichtbeboste Idagebergte neergelegd met de bedoeling hem daar te laten sterven. Een in het gebergte woonachtige herder vond hem echter en voedde hem op. Paris huwde er met de aan de Ida verbonden bergnimf Oinone. Later verliet Paris de Ida en schaakte hij Helena, wat de aanleiding vormde voor de Trojaanse Oorlog.